# Châtenay (Saona y Loira)
Châtenay es una población de Francia, en la región de Borgoña, departamento de Saona y Loira, distrito de Charolles.

## Demografía
| 258 | 260 | 229 | 214 | 184 | 166 |
| Para los censos de 1962 a 1999 la población legal corresponde a la población sin duplicidades (Fuente: INSEE [Consultar]) |     |     |     |     |     |